# Sušárna chmele (Dubá)
Sušárna chmele v Dubé v okrese Česká Lípa v Libereckém kraji je zapsaná jako kulturní památka v Ústředním seznamu nemovitých kulturních památek České republiky. Památkově chráněná budova, stejně jako přilehlá zástavba v centru města Dubá, se nachází na území Chráněné krajinné oblasti Kokořínsko – Máchův kraj. Historický objekt je unikátním dokladem rozvoje chmelařství v oblasti Dubé.

## Historie
V minulosti Dubsko patřilo k předním chmelařským oblastem na území Čech. V okolí Dubé bylo vice než 10 km² chmelnic. Chmel se zde pěstoval po staletí, největší rozmach nastal koncem 19. století. V těchto dobách prosperity byly v Dubé pořádány chmelové trhy a sídlil zde také puncovní úřad, který mj. dohlížel  na zachování původnosti místní odrůdy chmele, zvané „Dubský zeleňák“.
V dřívějších dobách bylo na území města údajně šest sušáren a síříren chmele, z nichž se však až do 21. století v původní podobě dochovala pouze jediná. První písemná zmínka o této sušárně pochází z roku 1877 v souvislosti s jejím prodejem, kdy ji koupili obchodníci s chmelem J. Grundfest z Horní Vidimi a A. Sommer z Prahy. Podle dendrochronologických analýz starších dřevěných částí objektu je jeho vznik odhadován na dobu okolo roku 1868, což zhruba potvrzují i mapové podklady z uvedené doby. Původními staviteli a majiteli sušárny byli pravděpodobně manželé Langhansovi. V roce 1889 byl objekt rozšířen o novou přístavbu, která zahrnovala manipulační a skladovací prostor se třemi podlažími a novou sušárenskou věž, která na rozdíl od předchozích dvou válcovitých věží měla hranolovitý tvar.
V roce 1904 koupili sušárnu manželé Grundfestovi z Dubé, o dvacet let později ji převzali manželé Reichmannovi z čp. 40 v Dubé, kteří v roce 1936 sušárnu i s vybavením odprodali chmelařskému spolku Hopfenbau-Verband des Daubaer Grünlandes v Dubé. V prosinci  roku 1943 se majitelem sušárny stala dubská společnost Hopfenverkehrsgenossenschaft.
Po druhé světové válce byla sušárna znárodněna. Napřed byla ve správě Hospodářského družstva skladištního a výrobního v Dubé a poté ji získal Státní statek Dubá, který objekt využíval jako výkrmnu brojlerů, což celou stavbu značně narušilo. Již v památkové evidenci z roku 1967 je zmínka o zchátralém stavu západní části budovy s věžemi. Komíny západního křídla byly odstraněny, dřevěná střecha severní válcové věže se mezi lety 1973 a 1981 postupně zřítila a přitom byl zničen také  sušicí rošt nad prvním podlažím věže.
V 90. letech 20. století zdevastovanou sušárnu získalo město Dubá. Město zpracovalo projekt na obnovu zchátralé stavby, avšak kvůli nedostatku finančních prostředků mohlo provést v roce 2013 pouze terénní úpravy v okolí stavby. Samotná rekonstrukce sušárny byla zahájena až v roce 2017 poté, kdy se městu podařilo získat na její opravu prostředky z Programu záchrany architektonického dědictví Ministerstva kultury ČR a z Libereckého kraje. Záměrem bylo, aby bývalá sušárna po úplném dokončení rekonstrukce mohla sloužit jako městské multifunkční kulturní zařízení, doplněné venkovním amfiteátrem, které by bylo využíváno během letní sezóny. Celkové náklady na obnovu historické stavby byly vyčísleny na zhruba 20 miliónů korun.
Mezi roky 2018 až 2020 byla zajištěna statika objektu, byly opraveny krovy, vyměněna střešní krytina, byly též obnoveny komíny, okna, dveře a fasády celého objektu. Zastřešením střední sušicí věže jehlanovitou střechou s párníkem byla v roce 2020 obnovena charakteristická třívěžová silueta sušárny. Jako závěrečná etapa rekonstrukce byla naplánována oprava interiérů. V okolí sušárny byla do roku 2020 instalována sochařská výzdoba, bylo zde zřízeno parkoviště a také malá tyčová chmelnice, ve které byly zasazeny řízky rostlin z původní odrůdy „Dubský zeleňák“, jejichž pravost byla potvrzena Chmelařským institutem v Žatci.

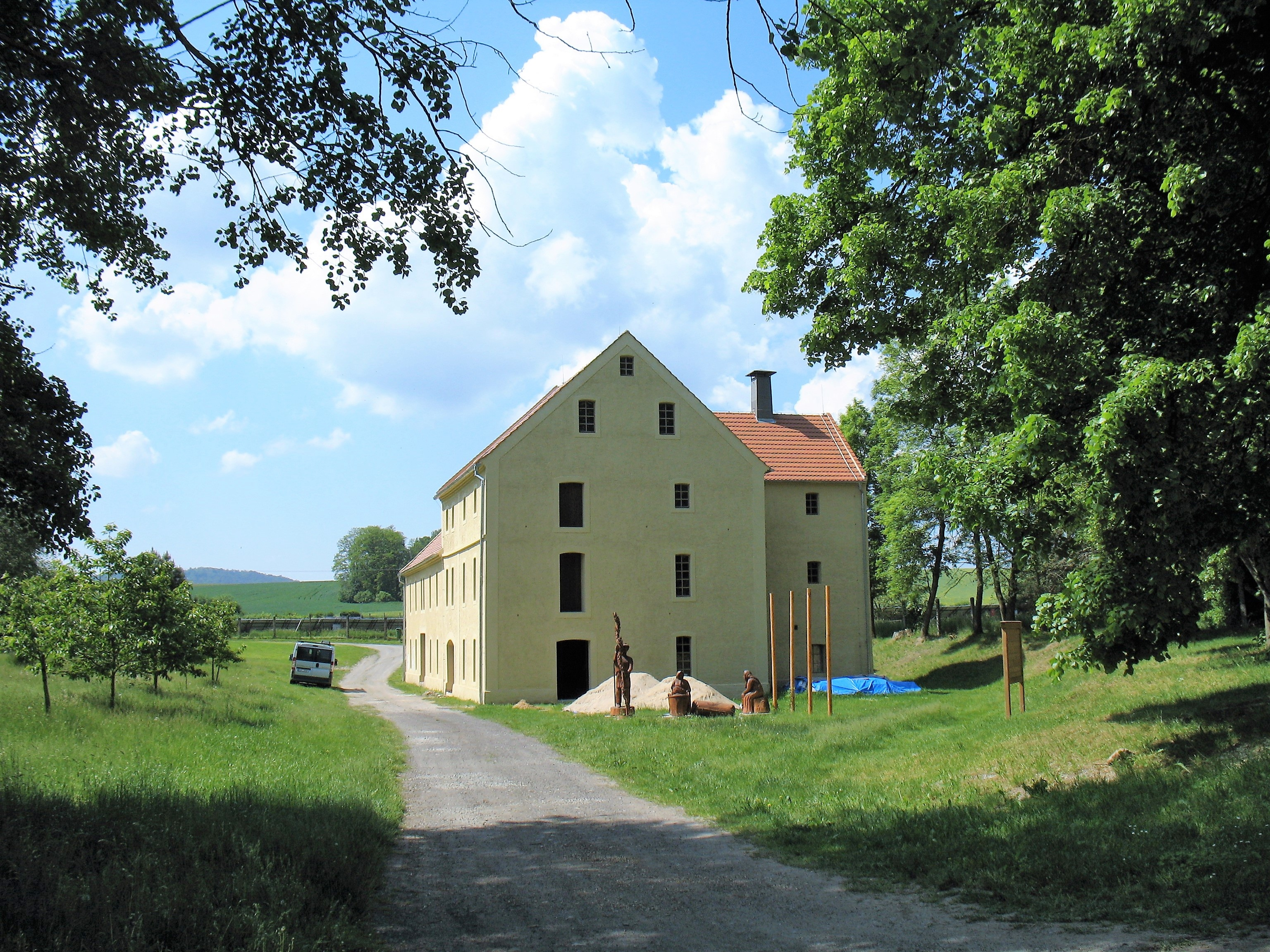
Pohled od severu

Dubská sušárna chmele postoupila v 2. soutěžní kategorii (velká rekonstrukce nad 2 miliony Kč) do celostátního kola soutěže Památka roku 2020, pořádané Sdružením historických sídel Čech, Moravy a Slezska. Bývalá sušárna ve finále  tohoto soutěžním ročníku zastupovala Liberecký kraj jako jediná památka mezi celkem 46 účastníky soutěže.

## Popis
Historická sušárna stojí v Dubé na jižním okraji městské zástavby poblíž místa, kde se nacházel morový hřbitov obětí epidemie z roku 1680. Nejstarším jádrem stavby je podélné skladovací a manipulační křídlo se středovým vjezdem a vysokými obdélnými okny, na nějž západním směrem navazovaly vlastní kruhové sušicí věže. Jedná se o objekt, který je na území střední Evropy velmi neobvyklý, podobné stavby, tzv. oast houses neboli hop kilns, byly rozšířené především v Anglii.

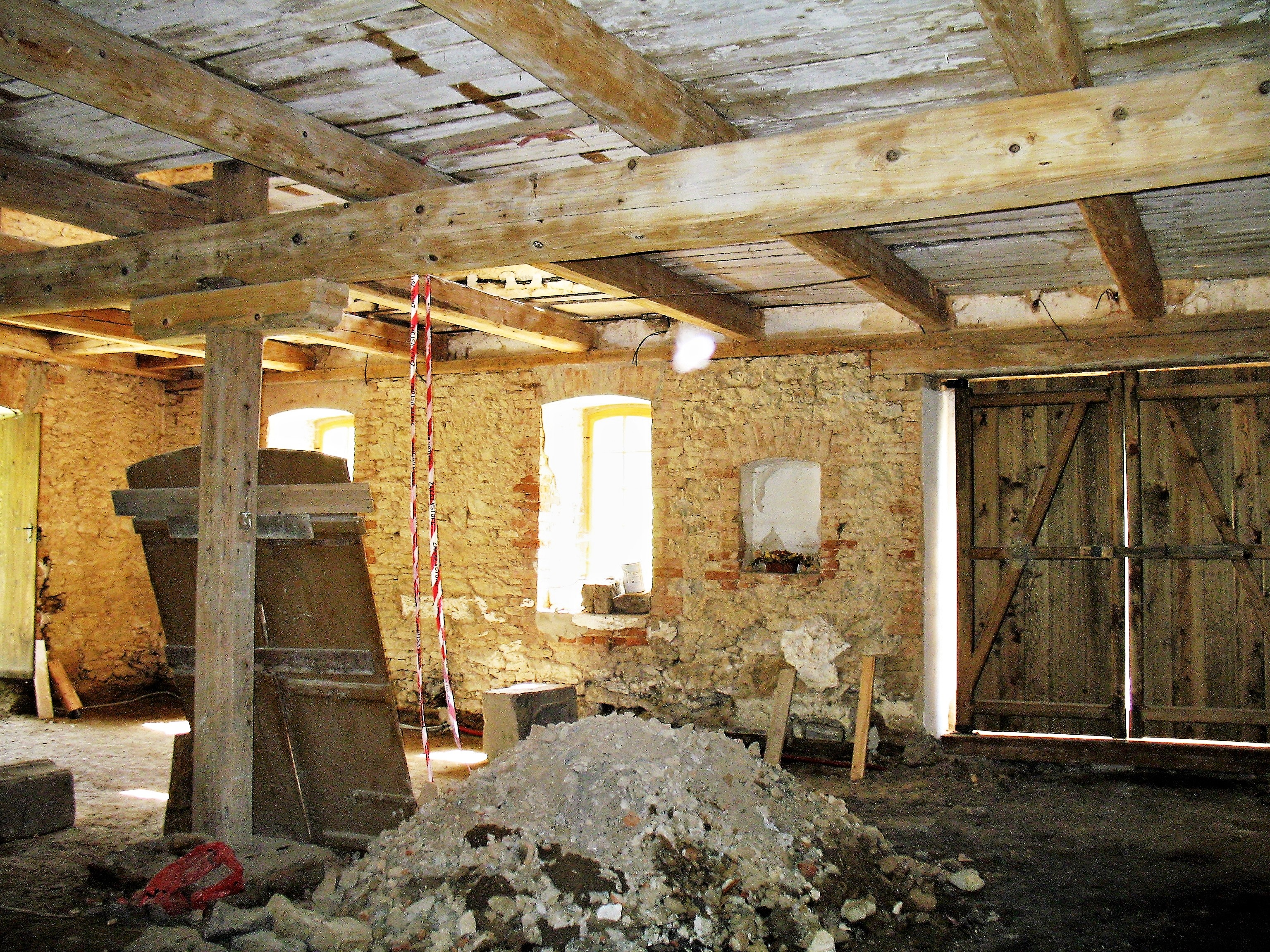
Stav během rekonstrukce v roce 2021

Cihlová, omítnutá budova, stojící na obdélném půdorysu, je patrová. Střecha je sedlová, severní i střední části budovy mají vždy tři okenní osy. V ose střední části je portálový vchod s obloukem, nad kterým je patrný letopočet  „1889“. Na západní straně uprostřed stojí první kruhová věž, do dvou třetin vybudovaná z lomového kamene, jen vrchní část je cihlová. Druhá z věží, napravo od první, stojící poblíž jihozápadního rohu budovy, je celá z lomového kamene. Obě věže jsou zakončeny jehlancovitými střechami a jsou propojeny s hlavní budovou. Věže byly určeny k sušení chmele na kovových sítech nebo dřevěných roštech, pravděpodobně pomocí přímého vytápění. Topilo se v přízemí, chmel se sušil v patře, opatřeném komínem k odvětrání zplodin a páry. V jižní kruhové věži se původní dřevěný rošt dosud zachoval.

## Zajímavost
Nedaleko místa, kde stojí sušárna, došlo v 18. století k tragédii, která inspirovala Karla Hynka Máchu k napsání „Máje“. Zde poblíž sochy sv. Prokopa jistý Ignác (Hynek) Schiffner v roce 1774 utloukl kusem chmelové tyče svého otce, který mu bránil v jeho lásce k dceři místního sedláře. Vrah byl pak popraven v Mladé Boleslavi, jednalo se o poslední historickou popravu lámáním kolem na území Čech. Mácha ve své básni dokonce převzal jména některých aktérů oné události, jen posunul její děj o několik kilometrů dál k Velkému rybníku, později nazvanému Máchovo jezero.

## Dostupnost
Ještě před dokončením rekonstrukce město zpřístupňovalo historickou sušárnu zpravidla vždy v rámci Dnů evropského dědictví (European Heritage Days), které se konají každoročně v měsíci září. Kolem sušárny vede ulicí Jana Roháče, v níž se nachází část památkově chráněného souboru místních skalních sklípků, trasa okružní naučné stezky „Dubsko-Kokořínsko“.

## Galerie

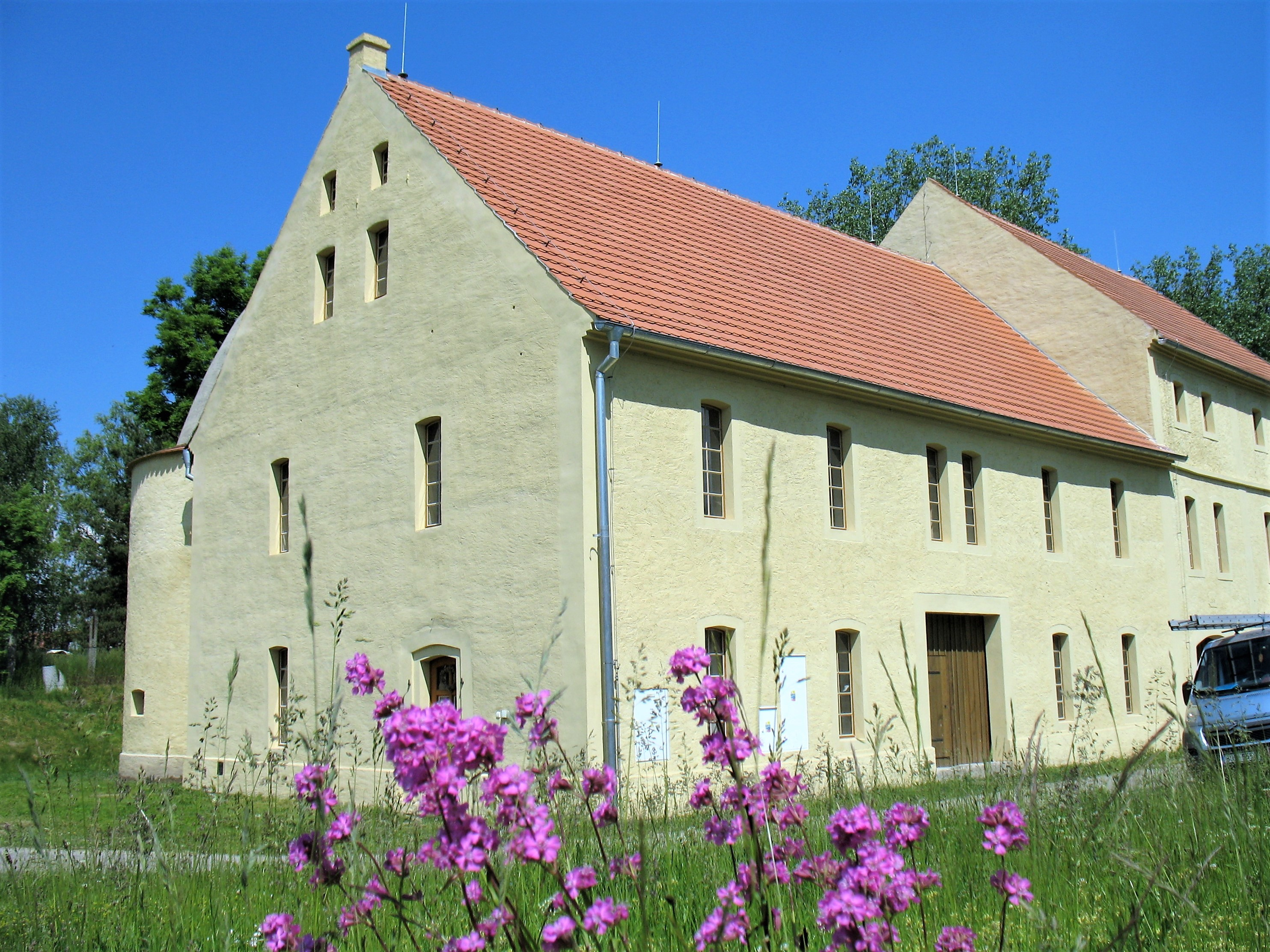
Jižní nároží objektu
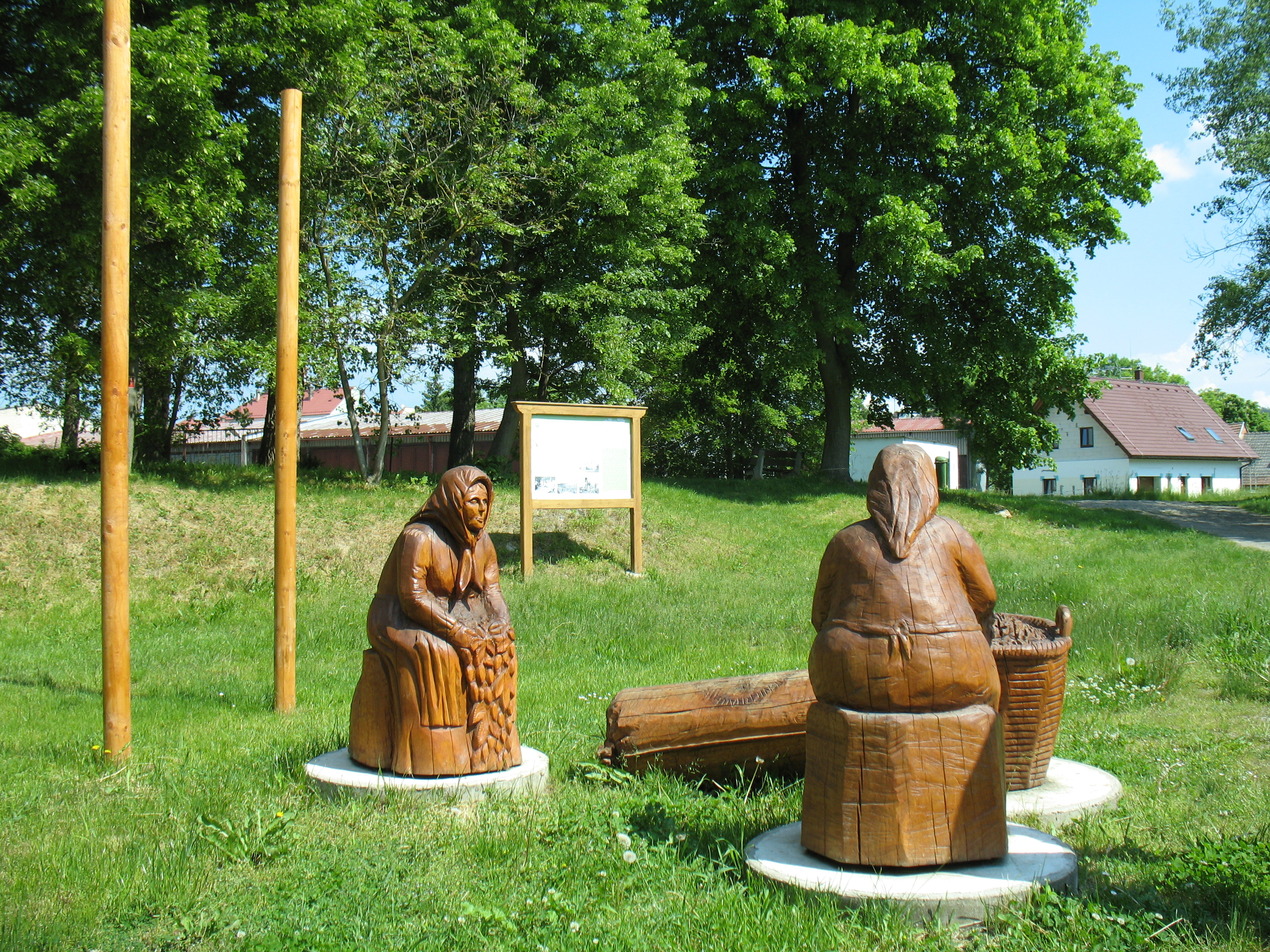
Plastiky a ukázky místní odrůdy chmele
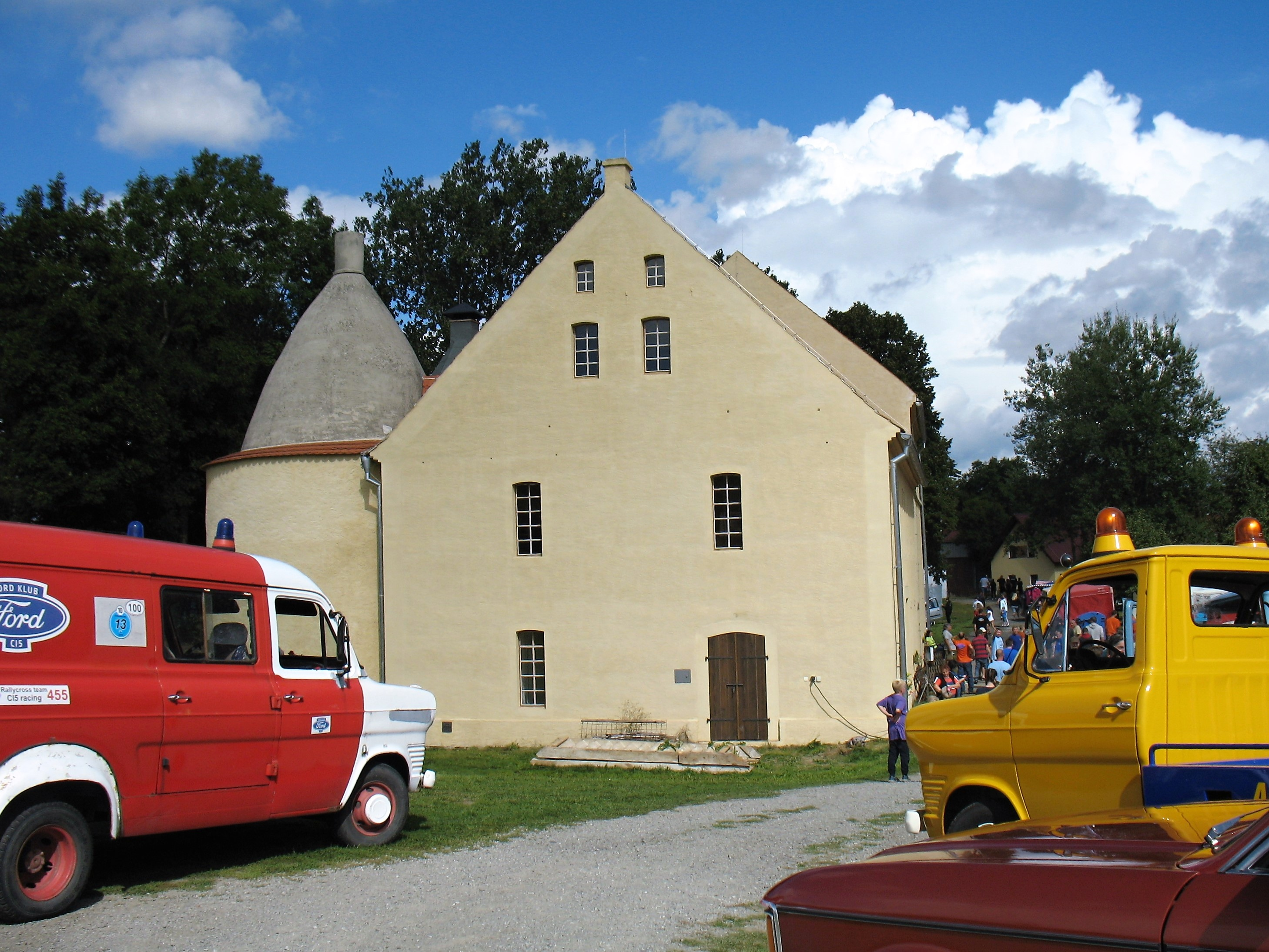
Dny evropského dědictví, září 2022
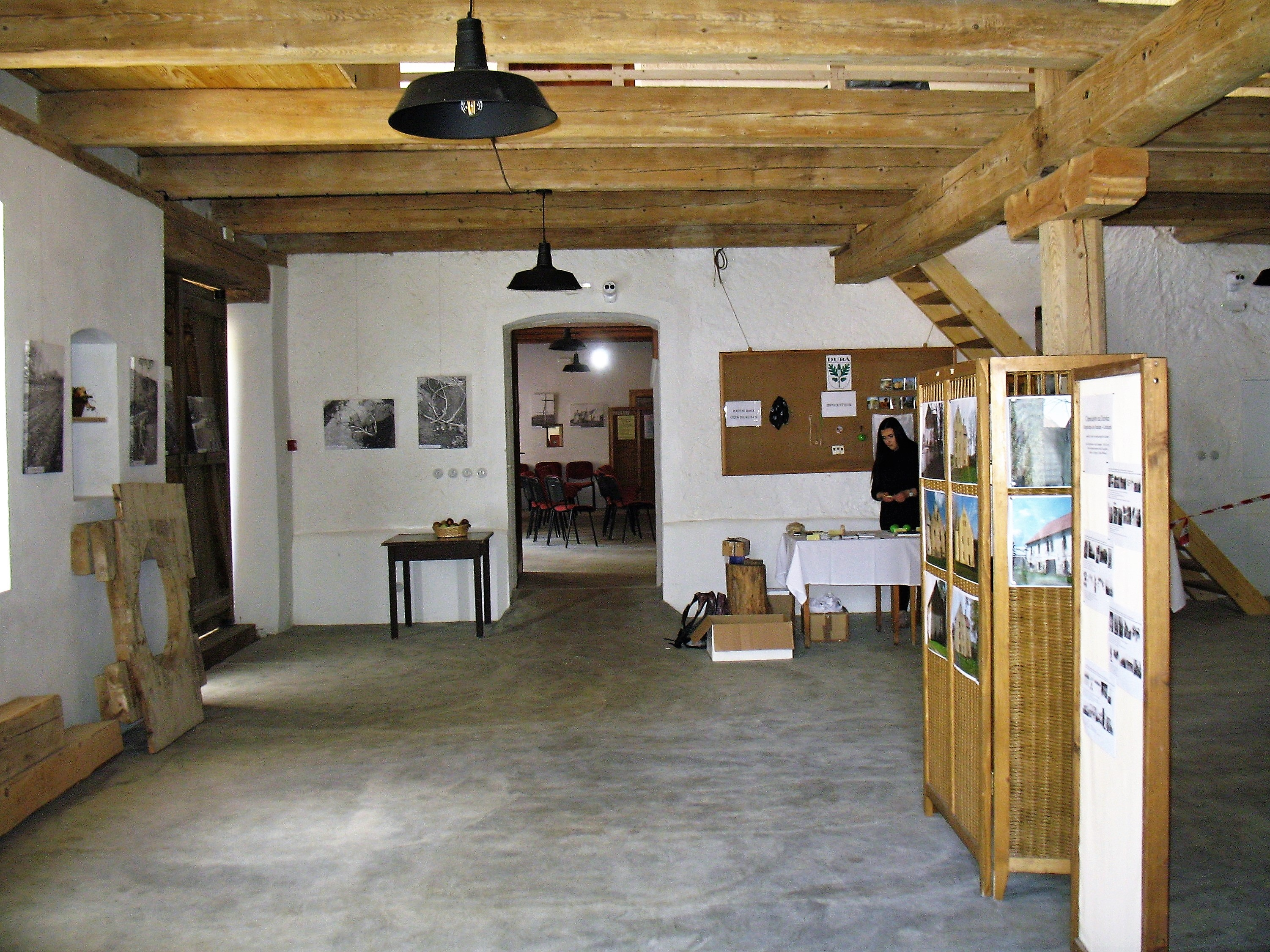
Rekonstruované přízemí sušárny (r. 2022)
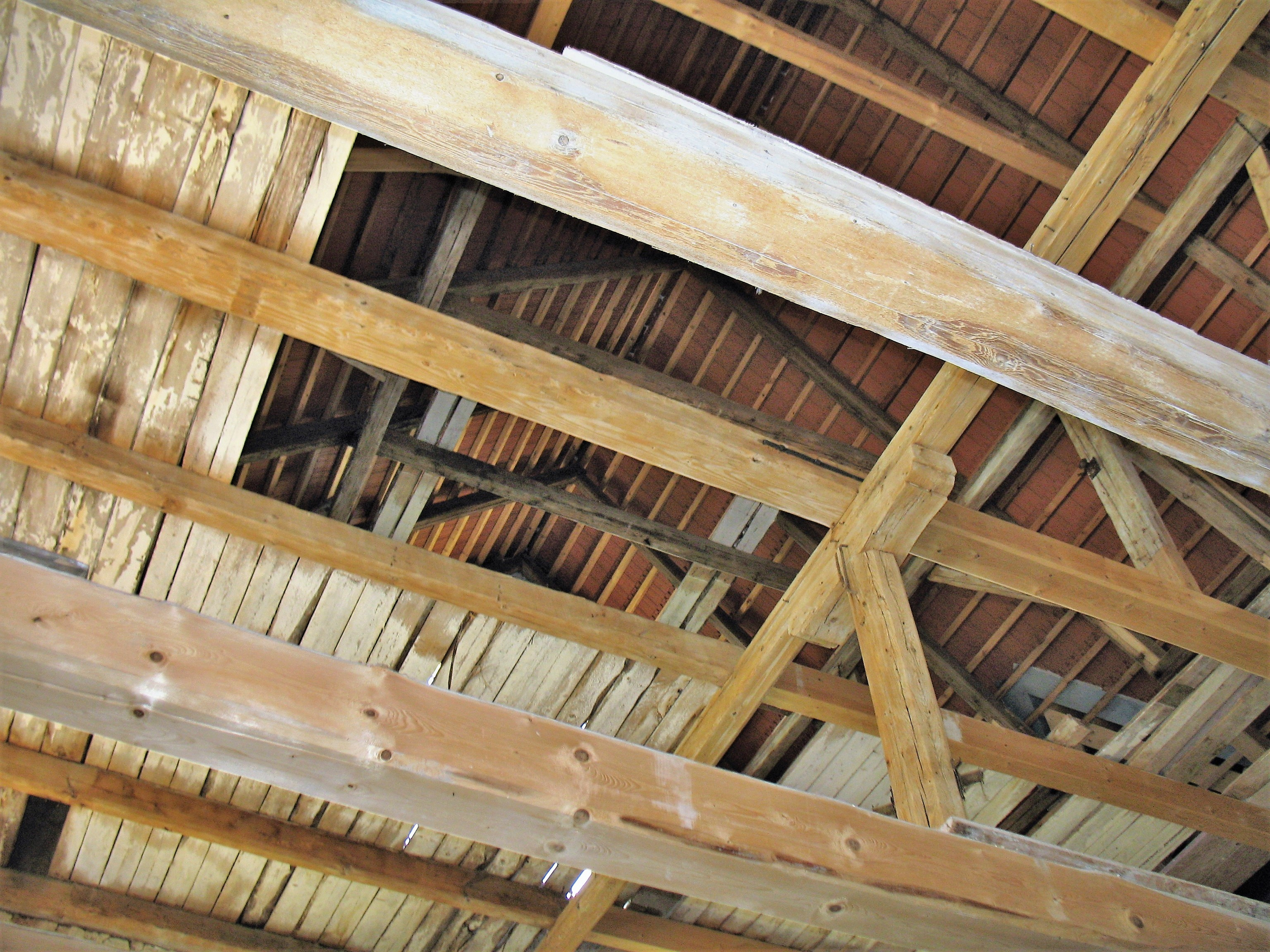
Trámy mezi 1. a 2. podlažím a krovy
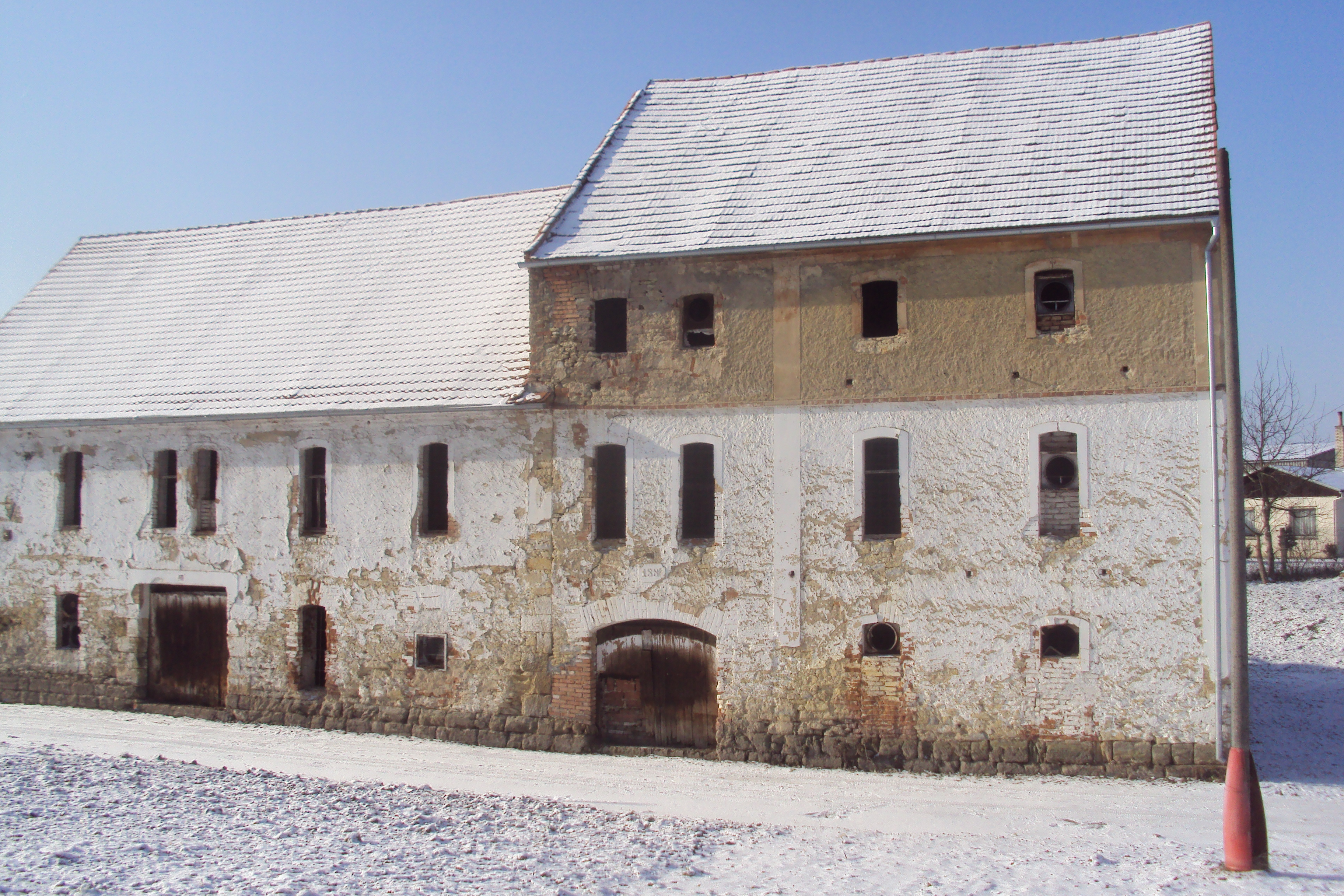
Jihovýchodní strana před rekonstrukcí (r. 2014)